# Tállyai Patócs-hegy - Sátor-hegy
Tállyai Patócs-hegy - Sátor-hegy este o arie protejată (arie specială de conservare — SAC, sit de importanță comunitară — SCI) din Ungaria întinsă pe o suprafață de 675,39 ha, integral pe uscat.

## Localizare
Centrul sitului Tállyai Patócs-hegy - Sátor-hegy este situat la coordonatele 48°15′46″N 21°12′11″E / 48.262778°N 21.203056°E.

## Înființare
Situl Tállyai Patócs-hegy - Sátor-hegy a fost declarat sit de importanță comunitară în mai 2004 pentru a proteja 3 specii de plante și 4 specii de animale. Situl a fost protejat și ca arie specială de conservare în februarie 2010.

## Biodiversitate
Situată în ecoregiunea panonică, aria protejată conține 6 habitate naturale: Păduri panonice-balcanice de stejar turcesc - stejar sesil, Pajiști stepice subpanonice, Pajiști panonice carstice (Stipo-Festucetalia pallentis), Pajiști uscate seminaturale și facies de acoperire cu tufișuri pe substraturi calcaroase (Festuco-Brometalia) (* situri importante pentru orhidee), Păduri panonice cu Quercus pubescens, Tufărișuri subcontinentale peripanonice.
La baza desemnării sitului se află mai multe specii protejate:
- plante (3): Echium russicum, Iris aphylla subsp. hungarica, sisinei (Pulsatilla grandis)
- mamifere (1): liliacul mare cu potcoavă (Rhinolophus ferrumequinum)
- nevertebrate (3): fluturele de noapte (Eriogaster catax), Euplagia quadripunctaria, rădașcă (Lucanus cervus)

Pe lângă speciile protejate, pe teritoriul sitului au mai fost identificate 12 specii de plante, 1 specie de amfibieni, 4 specii de nevertebrate, 3 specii de reptile.